# Dave Beasant
David John Beasant (London, 1959. március 20. –) angol válogatott labdarúgókapus.

## Pályafutása

### Klubcsapatban
Pályafutása során sok csapatban szerepelt. Az első osztályban a Wimbledon játékosaként 1979-ben mutatkozott be 20 éves korában. Később játszott többek között a Newcastle United, a Chelsea, a Southampton, a Nottingham Forest és a Portsmouth csapataiban.
A Wimbledonnal 1988-ban megnyerte az FA-kupát, a döntőben a Liverpoolt győzték le 1–0 arányban.

### A válogatottban
1989-ben 2 alkalommal szerepelt az angol válogatottban. Részt vett az 1982-es, az 1986-os és az 1990-es világbajnokságon.
Bemutatkozására 1989. november 15-én került sor egy Olaszország elleni barátságos mérkőzésen. Ezen kívül még egy alkalommal 1989 decemberében Jugoszlávia szerepelt a nemzeti csapatban. Beválogatták az 1990-es világbajnokságon résztvevő válogatottba, miután David Seaman sérülés miatt kikerült a keretből.

## Sikerei, díjai
Wimbledon FC
- Angol harmadosztályú bajnok (1): 1983–84
- Angol kupa (1): 1987–88
- Angol harmadosztályú bajnok (1): 1983–84

Chelsea FC
- Angol másodosztályú bajnok (1): 1988–89